# Martí Manen
Martí Manen (Barcelona, 1976) es comisario de exposiciones y crítico de arte catalán afincado en Estocolmo.
En la base de su trabajo como comisario está la reflexión sobre los fundamentos, límites y tiempos de las exposiciones, tal y como desarrolló en su libro Salir de la exposición (si es que alguna vez habíamos entrado) . Manen ha comisariado exposiciones en espacios como el Museo de Historia Natural (México DF), Sala Montcada- Fundació "la Caixa" (Barcelona), Aara (Bangkok), Sala Rekalde (Bilbao), Konsthall C (Estocolmo), La Panera (Lleida) ) o CA2M (Madrid), donde presentó la novela-exposición Contarlo todo sin saber cómo. Con David Armengol fue responsable del programa El texto: principios y salidas en Fabra i Coats Centro de Arte Contemporáneo (Barcelona). Ha sido co-comisario de la Bienal de Turku (Finlandia) y del Pabellón Español de 2015 en la Biennale di Venezia con el proyecto Los sujetos. Entre 1997 y 2001 comisarió exposiciones en su habitación (Salahab, Barcelona).
Posteriormente se estableció en Suecia, donde trabajó como productor de exposiciones en el Bonniers Konsthall. Desde 2018 es director de Index - The Swedish Contemporary Art Foundation. En 2019 fue curador de la Bienal Momentum de Noruega.
En el campo de la docencia, Manen ha impartido cursos en las universidades Torcuato di Tella (Buenos Aires), Konstfack (Estocolmo) e IL3-UB (Barcelona).